# 512 Тауриненсіс
512 Тауриненсіс (512 Taurinensis) — астероїд, що перетинає орбіту Марса, відкритий 23 червня 1903 року Максом Вольфом у Гейдельберзі.
(512) Тауріненсіда входить в число найбільших астероїдів у своїй групі, поряд з такими об'єктами, як (132) Ефра (43 км), (323) Брюс (36 км) і (2204) Люлі (25 км).